# 富永佳代子
富永 佳代子（とみなが かよこ、1939年5月16日 - ）は、大阪府大阪市天王寺区出身の日本の女優。本名は梶村 佳代子（旧姓：富永）。

## 出演

### 映画
- 「若桜千両槍」（1960年2月3日） - 菊奴
- 「水戸黄門漫遊記 怪魔八尺坊主」（1960年3月22日） - おせん
- 「砂絵呪縛」（1960年3月29日） - おみよ
- 「照る日くもる日」（1960年4月26日） - 千草
- 「次郎長血笑記 富士見峠の対決 殴り込み荒神山」（1960年8月13日） - おふじ
- 「地雷火組」（1960年11月2日） - 千花の仲居
- お役者変化捕物帖シリーズ
  - 「お役者変化捕物帖 弁天屋敷」（1961年1月3日） - 花丸
  - 「お役者変化捕物帖 血どくろ屋敷」（1961年5月10日） - お梅
- 「忍術大阪城」（1961年2月8日） - 真文
- 「怪人まだら頭巾」（1961年4月21日） - 芸者
- 「緋ざくら小天狗」（1961年4月25日） - 芸者
- 「月形半平太」（1961年4月25日） - 芸妓
- 「忍術使いと三人娘/忍術使いと三人娘 女狐変化」（1961年5月11日） - 綾乃
- 「橋蔵の若様やくざ」（1961年6月11日） - 料亭の女中
- 「幽霊五十三次」（1961年7月1日） - おか代
- 「柳生一番勝負 無頼の谷」（1961年10月22日） - およし
- 「素っ飛び二人三脚」（1961年10月22日） - 佳代
- 「若君と次男坊」（1961年11月1日） - 市川あやめ
- 「赤い影法師」（1961年12月24日） - 早苗
- 「忍術真田城」（1961年12月27日） - 真文
- 「天下の御意見番」（1962年1月31日） - 仲居
- 「暴れん坊一代」（1962年2月14日） - 待合の女
- 「鷹天皇飄々剣 吉野の風雲児 大江戸の対決」（1962年2月21日） - おまん
- 「大江戸の鷹」（1962年4月11日） - 芸者
- 「伝七捕物帖シリーズ
  - 「伝七捕物帖 影のない男」（1962年5月23日） - 加代
  - 「伝七捕物帖 女狐小判」（1963年3月24日） - きく
- 「祇園の暗殺者」（1962年6月17日） - 君香
- 「よか稚児ざくら 馬上の若武者」（1962年7月8日） - お福
- 「怪談三味線堀」（1962年8月4日） - きぬ
- 「江戸っ子長屋」（1962年12月1日） - 「よしや」の女将
- 「薩陀峠の対決」（1962年12月16日） - 民江
- 「大暴れ五十三次」（1963年1月23日） - 芸者
- 「この首一万石」（1963年4月21日） - お弓
- 「用心棒市場」（1963年6月22日） - お梅
- 「おれは侍だ 命を賭ける三人」（1963年9月14日） - 酌婦
- 「雲の剣風の剣」（1963年10月5日） - おしの
- 「冷飯とおさんとちゃん」（1965年4月10日） - 作次の女房
- 「股旅 三人やくざ」（1965年5月22日） - おたみ
- 「色ごと師春団治」（1965年5月22日） - おとよ
- 「蝶々雄二の夫婦善哉」（1965年6月27日） - 富子
- 「丹下左膳 飛燕居合斬り」（1966年5月21日） - 夜鷹
- 「尼寺㊙︎物語」（1968年2月22日） - 浄真の母
- 「徳川女系図」（1968年5月1日） - おたえ
- 「恐怖女子高校 アニマル同級生」（1973年12月1日） - 小山
- 仁義なき戦いシリーズ
  - 「仁義なき戦い 頂上作戦」（1974年1月15日） - ホステス
  - 「その後の仁義なき戦い」（1979年5月26日） - 女
- 女番長シリーズ
  - 「女番長 タイマン勝負」（1974年1月15日） - 岡田の妻
  - 「女番長 玉突き遊び」（1974年10月19日） - 主婦
- 「女高生飼育」（1975年3月1日） - 手島の妻
- 「極道社長」（1975年10月18日）
- 「五月みどりのかまきり夫人の告白」（1975年11月1日） - 看護婦
- 「実録外伝 大阪電撃作戦」（1976年1月31日） - 趙の妻
- 「くノ一忍法 観音開き」（1976年2月14日） - 女郎
- 「暴走パニック 大激突」（1976年2月28日） - アパートの主婦
- 「テキヤの石松」（1976年4月10日） - スミ
- 「狂った野獣」（1976年5月15日） - 田中夫人
- 「大奥浮世風呂」（1977年2月11日） - 老女
- 「日本の仁義」（1977年5月28日）
- 「冬の華」（1978年6月17日） - 花井きぬ
- 「総長の首」（1979年4月7日） - 千鳥の女将
- 「真田幸村の謀略」（1979年9月1日） - 右京太夫局
- 「日本の黒幕」（1979年10月27日） - 花井きぬ
- 「夢一族 ザ・らいばる」（1979年12月22日） - 主婦
- 「鬼龍院花子の生涯」（1982年6月5日） - きわ
- 「野獣刑事」（1982年10月2日） - 人質の奥様
- 「制覇」（1982年10月30日） - 田所政雄の叔母
- 「序の舞」（1984年1月14日） - 島村くら
- 「大奥十八景」（1986年6月14日） - 菊川
- 「極道の妻たち」（1986年11月15日）
- 「社葬」（1989年6月10日） - 「稲積」の仲居

### テレビドラマ

#### 日本テレビ
- 「桃太郎侍」
  - 第7話「つばめの詩」（1976年11月14日）
  - 第10話「のろ松恋ごころ」（1976年12月5日） - お美津
  - 第35話「鬼がひしめく青梅宿」（1977年6月5日）
  - 第98話「飛び立った雉の与之助」（1978年8月27日）
  - 第126話「看板娘を狙う鬼」（1979年3月18日） - おみね
  - 第139話「奇跡を運ぶ白い鳩」（1979年6月17日）
  - 第172話「つばめに惚れた鉄砲玉」（1980年2月3日）
  - 第197話「売れ残り志願」（1980年7月27日）
  - 第202話「大江戸翔んでる女たち」（1980年8月31日）
  - 第237話「べらんめえ箱入り娘」（1981年5月10日）
  - 第257話「つばめ暁に死す」（1981年9月20日）
- 「松平右近事件帳」第2話（1982年4月4日）
- 長七郎江戸日記シリーズ
  - 「長七郎江戸日記 第1シリーズ」
    - 第4話「風流編笠節」（1983年11月8日） - 女将
    - 第14話「琉球使節異聞」（1984年1月24日） - お内儀
    - 第23話「夜明けのうた」（1984年4月24日）
    - 第28話「月夜の闇退治」（1984年6月19日） - 長屋の女
    - 第37話「いたずら小鳥」（1984年10月30日）
    - スペシャル「柳生の陰謀」（1984年12月25日）
    - 第60話「大江戸女番長始末記」（1985年5月7日）
    - 第74話「雨宿り」（1985年11月5日）
      - 第105話	「風の噂の風小僧」（1986年7月29日）

  - 「長七郎江戸日記 第2シリーズ」スペシャル（1989年9月26日）
  - 「長七郎江戸日記 第3シリーズ」スペシャル（1991年9月24日）
- 金曜ロードショー「大江戸神仙伝」（1985年11月8日）
- 火曜サスペンス劇場「花園の迷宮」（1988年3月29日）
- 「八百八町夢日記 第1シリーズ」第23話（1990年5月1日）
- 「大暴れ! 一心太助 天下の御意見番大久保彦左衛門罷り通る」（1990年12月25日）
- 「半七捕物帳」第16話（1993年2月9日）
- 「闇を斬る!大江戸犯科帳」第13話（1993年10月19日）
- 「がんばれ! 青春先生」（1994年7月21日）
- 「 江戸の用心棒II」第1話（1995年10月17日）

#### TBS
- 「幕末物語」（1959年11月13日 - 12月18日）
- 大岡越前シリーズ
  - 「大岡越前 第1部」第22話（1970年8月10日） - 次郎吉の母親
  - 「大岡越前 第2部」
    - 第20話「若様誘拐事件」（1971年9月27日） - お蓮
    - 第22話「幻術師」（1971年10月11日） - 穀物問屋升屋女房

  - 「大岡越前 第6部」第28話（1982年9月13日） - 仲居
  - 「大岡越前 第8部」第3話（1984年7月30日） - 女将
  - 「大岡越前 第10部」第6話（1986年4月4日）
  - 「大岡越前 第14部」
    - 第2話「罪を前払いした男」（1996年6月24日）
    - 第10話「誓いを破った涙の喧嘩」（1996年8月19日）
    - 第11話「狐火の五千両」（1996年8月26日）

  - 「大岡越前 第15部」
    - 第9話「白洲に立った将軍様」（1998年11月2日）
    - 第20話「裏切られた友情」（1999年2月1日）
- 水戸黄門シリーズ
  - 「水戸黄門 第2部」第20話（1971年2月8日） - おその
  - 「水戸黄門 第3部」
    - 第22話「消えた姫君」（1972年4月24日） - ふぐ新の女中
    - 第27話「夕映えの対決」（1972年5月29日） - お鶴

  - 「水戸黄門 第6部」
    - 第19話「仇討ち! 阿波踊り -徳島-」（1975年8月4日） - 鳴海屋の妻
    - 最終話「素晴らしきかな人生」（1975年11月3日） - お新

  - 「水戸黄門 第9部」第4話「芝居になった悪い奴 -福島-」（1978年8月28日） - 寿座の客
  - 「水戸黄門 第12部」
    - 第1話「讃岐への旅立ち -水戸・江戸-」（1981年8月31日） - 御新造
    - 第12話「八兵衛身代り危機一髪 -徳島-」（1981年11月16日） - 吉野家の女中

  - 「水戸黄門 第13部」第3話「鬼が棲んでる天下の嶮 -箱根-」（1982年11月1日）
  - 「水戸黄門 第15部」第23話「鬼庄屋にされた黄門様 -篠山」（1985年7月1日） - おたね
  - 「水戸黄門 第16部」
    - 第5話「花嫁は免許皆伝 -藤枝-」（1986年5月26日） - 飯屋の女房
    - 第23話「涙で誓った盗っ人仁義 -長岡-」（1986年9月29日） - おかよ

  - 「水戸黄門 第17部」
    - 第6話「悲願仇討ち傘女房 -岐阜-」（1987年10月5日） - 蔦乃屋の女中
    - 第11話「命に替えた正義の剣 -膳所-」（1987年11月9日） - 蒲生重

  - 「水戸黄門 第18部」第21話（1989年2月6日） - 機織り娘
  - 「水戸黄門 第19部」
    - 第8話「過去を背負った男」（1989年11月13日） - 最上屋の女中
    - 第26話「仇討ち 小諸馬子唄」（1990年3月26日） - 桔梗屋の女中

  - 「水戸黄門 第20部」
    - 第4話「偽黄門は正義の味方」（1990年11月19日） - おはなの母親
    - 第41話「悪を蹴散らす競べ馬」（1991年8月19日） - お千代の母親

  - 「水戸黄門 第21部」第12話（1992年6月22日） - おふみの母親
  - 「水戸黄門 第22部」
    - 第9話「天狗に狙われた娘」（1993年7月12日）
    - 第15話「牢屋に入った黄門様」（1993年8月23日）

  - 「水戸黄門 第23部」
    - 第2話「育ての父は鷹匠」（1994年8月8日）
    - 第20話「悪を糺した神楽面」（1994年12月19日）
    - 第30話「世直し剣が悪を斬る」（1995年3月6日）

  - 「水戸黄門外伝 かげろう忍法帖」
    - 第10話「娘忍びを売る男」（1995年7月24日）
    - 第15話「西洋衣装で仇討ち」（1995年8月28日）

  - 「水戸黄門 第24部」
    - 第3話「恋しい人は凶状持ち」（1995年10月2日）
    - 第19話「悪を糺した瀬戸の花嫁」（1996年1月29日）
    - 第24話「慕う坊やに娘の真心」（1996年3月4日）
    - 第27話「一陽来復 米沢の春」（1996年4月1日）
    - 第35話「悪を懲らした三春駒」（1996年5月27日）

  - 「水戸黄門 第25部」
    - 第25話「罠を仕掛けた釣り天井」（1997年6月16日） - 百姓
    - 第32話「嫁と認めぬ頑固者」（1997年8月4日） - 漁師
    - 第40話「天から降って来た娘」（1997年10月6日） - 長屋の女房

  - 「水戸黄門 第27部」
    - 第8話「黄門様はニセ黄門!?」（1999年5月10日） - 料亭の女将
    - 第22話「恋を探した盆踊り」（1999年8月16日） - 井筒屋の内儀
    - 第27話「恩を返した風来坊」（1999年9月20日） - お雪の母親

  - 「水戸黄門 第28部」
    - 第6話「父子で描く名人芸」（2000年4月17日） - 料亭の女将
    - 第14話「忍者が狙った御老公」（2000年6月12日）
    - 最終話「日の本一の謎の影武者」（2000年11月20日）

  - 「水戸黄門 第33部」第7話（2004年5月31日） - 長屋の女将
  - 「水戸黄門 第36部」第12話（2006年10月23日）
  - 「水戸黄門 第40部」第19話（2009年12月14日）
  - 「水戸黄門 第43部」第10話（2011年9月12日） - ぶん
- 「影同心II」
  - 第1話「影の裁きは菊一輪」（1975年10月18日）
  - 第4話「風にりんどう小紫」（1975年11月8日）
- 江戸を斬るシリーズ
  - 「江戸を斬るII」第4話（1975年12月1日） - 仙右衛門の妻
  - 「江戸を斬るV」第4話（1980年3月10日） - 丸亀屋の女房
  - 「江戸を斬るVI」第14話（1981年5月18日） - 主婦
  - 「江戸を斬るVII」
    - 第5話「潜入深川無法地帯」（1987年2月23日）
    - 第19話「弱虫駕籠屋の逆襲」（1987年6月1日）

  - 「江戸を斬るVIII」
    - 第6話「義賊を騙る悪い奴」（1994年3月7日）
    - 第20話「父の敵は十手持ち」（1994年6月13日）
    - 第25話「復讐剣が闇を裂く」（1994年7月18日）
- TBS大型時代劇スペシャル
  - 「太閤記」（1987年1月1日）
  - 「徳川家康」（1988年1月1日）
  - 「平清盛」（1992年1月1日）
- 「怪傑黒頭巾」（1990年10月7日）
- 「ねずみ小僧次郎吉 〜勢揃い菊五郎劇団世直し義賊大奥秘話〜」（1992年12月25日）
- 「京都埋蔵金伝説殺人事件」（1996年4月15日）
- 「女優X 伊澤蘭奢の生涯」（1996年12月27日）
- 「南町奉行事件帖 怒れ!求馬I」第9話（1998年1月5日）

#### フジテレビ
- 「銭形平次」
  - 第6話「八五郎子守唄」（1966年6月8日） - お滝
  - 第27話「生きていた平次」（1966年11月2日） - お由
  - 第247話「ぎやまん地獄」（1971年1月27日） - お京
  - 第357話「雪の挽歌」（1973年3月7日）
  - 第398話「はやて駕籠」（1973年12月19日） - 水茶屋の女将
  - 第454話「地獄河岸」（1975年1月22日） - お葉
  - 第626話「見習同心心得帳」（1978年6月14日） - 町女房
  - 第628話「江戸暮色」（1978年6月28日） - おもん
  - 第640話「通り魔」（1978年9月20日）
  - 第645話「母娘草紙」（1978年11月8日） - 内儀
  - 第661話「父ぅちゃんガンバレ」（1979年2月28日）
  - 第815話「悪への惑い」（1982年6月23日）
  - 第870話「はやり風邪」（1983年11月16日）
- 「大奥」（1968年4月6日 - 1969年3月29日） - 蓮浄院
- 「あゝ忠臣蔵」第11話・第13話（1969年6月14日・6月28日）
- 「大坂城の女」第35話（1970年8月29日）
- 「徳川おんな絵巻」第15話・第16話（1971年1月9日・1月16日）
- 「隼人が来る」
  - 第3話「白頭巾参上」（1972年10月19日）
  - 第23話「誇り高き剣」（1973年3月15日）
- 「新選組」第10話（1973年6月7日）
- 「柳生一族の陰謀」第17話（1979年1月23日）
- 服部半蔵 影の軍団シリーズ
  - 「影の軍団II」第9話（1981年12月1日）
  - 「影の軍団III
    - 第6話「夜光る顔」（1982年5月11日）
    - 第10話「死を呼ぶ子守唄」（1982年6月8日） - お蝶の母 役

  - 「影の軍団IV」
    - 第11話「龍馬、麟太郎を襲う」（1985年6月11日）
    - 第19話「凄い女がやって来た」（1985年8月6日）

  - 「影の軍団 幕末編」第4話（1985年10月28日）
- 時代劇スペシャル「忍者狩り」（1982年4月9日）
- 「大奥」第40話（1984年1月10日） - 栄佐 役
- 「神谷玄次郎捕物控」第9話（1990年9月5日）
- 関西テレビ制作・月曜夜10時枠の連続ドラマ
  - 六つの離婚サスペンス「埋没社員」（1992年3月2日）
  - 不思議サスペンス「西陣の蝶」（1992年7月6日）
- 「幕末高校生」第4話（1994年2月5日）
- 金曜エンタテイメント
  - 「京都百人一首殺人事件」（1995年1月13日）
  - 「小野小町殺人事件」（2001年11月9日）
- 「御家人斬九郎 第3シリーズ」第5話（1997年11月19日）
- 「隠密奉行朝比奈」
  - 「隠密奉行朝比奈 第1シリーズ」第4話（1998年7月8日）
  - 「隠密奉行朝比奈 第2シリーズ」最終話（1999年10月20日）
- 金曜プレミアム「松本清張スペシャル かげろう絵図」（2016年4月8日）

#### テレビ朝日
- 「柳生武芸帳」（1965年1月10日 - 7月4日）
- 「新選組血風録」
  - 第4話「胡沙笛を吹く武士」（1965年8月1日）
  - 第17話「鴨川銭取橋」（1965年10月31日） - おそめ
- 用心棒シリーズ
  - 「待っていた用心棒」
    - 第5話「湯島裏の女」（1968年2月26日）
    - 第13話「祇園に斬る」（1968年4月22日）
    - 第25話「ただ一人の女」（1968年7月15日）

  - 「帰って来た用心棒」第6話（1968年9月2日）
- 「次郎長三国志」第23話（1968年9月8日）
- 「さむらい飛脚」第11話（1971年3月20日）
- 遠山の金さんシリーズ
  - 「遠山の金さん捕物帳」
    - 第71話「義賊と呼ばれた男」（1971年11月14日） - お由
    - 第103話「噂を売る男」（1972年6月25日） - 水島屋の女中
    - 第108話「煮え湯を飲んだ男」（1972年7月30日） - お浦
    - 第127話「尼になった男」（1972年12月10日）
    - 第137話「匂い袋の女」（1973年2月18日）
    - 第147話「獄門台が招く女」（1973年4月29日）

  - 「ご存じ金さん捕物帳」
    - 第7話「花嫁姿を冥途で見た」（1974年11月10日）
    - 最終話「桜吹雪が春を呼ぶ」（1975年3月30日）

  - 「遠山の金さん」
    - 「遠山の金さん 第1シリーズ」
      - 第9話「逃がし屋を追え!!」（1975年11月27日）
      - 第15話「哭くな 南蛮鳥!!」（1976年1月8日）
      - 第52話「明日を知らない女」（1976年9月30日）
      - 第59話「友情」（1976年11月18日）
      - 第80話「八丁堀佐渡情話」（1977年4月28日）

    - 「遠山の金さん 第2シリーズ」
      - 第8話「女が渡った泪橋」（1979年4月12日）
      - 第12話「さくら貝 母の祈り!」（1979年5月10日） - お新

  - 「遠山の金さん」
    - 「遠山の金さん」
      - 第9話「大江戸最大の誘拐事件!」（1982年6月3日）
      - 第41話「俺は見た! 料亭"水月"殺人事件」（1983年1月27日）
      - 第43話「おんな牢・般若彫りの女!」（1983年2月10日）
      - 第54話「お弓が三人! ホンモノは誰だ!?」（1983年5月19日）
      - 第78話「三日月心中・鈴を鳴らす女!」（1983年12月8日）
      - 第80話「十六夜殺人・悪夢をみた女!」（1983年12月22日）
      - 第82話「大奥潜入! 顔で笑って心で泣く母」（1984年1月19日）
      - 第85話「危うし女太夫! 黒鳩大襲来!」（1984年2月16日）
      - 第87話「意外! 早田彦十郎が結婚サギ師!!」（1984年3月1日）
      - 第98話「人呼んで"桜吹雪の女"II」（1984年5月31日）
      - 第105話「うたかたの夢・悪夢を見た華園の女!」（1984年7月19日）
      - 第116話「女侠一代! 鬼子母神おはな」（1984年10月11日）
      - 第125話「恋の迷路・黒い疑惑の名人戦!」（1984年12月27日）
      - 第132話「結婚願望・恋に恋した女!」（1985年2月21日）
      - 第144話「母の名はおんな水中縄抜け師!」（1985年6月6日）
      - 第148話「女のいくさ・花も嵐も踏みこえて!」（1985年7月4日）

    - 「遠山の金さんII」
      - 第15話「二人の男に愛された女!」（1986年2月4日）
      - 第24話「女能面殺人事件!」（1986年4月29日）
      - 第29話「男嫌いの芸者が惚れた!」（1986年6月10日）

  - 「名奉行 遠山の金さん」
    - 「名奉行 遠山の金さん 第1シリーズ」
      - 第3話「引き裂かれた妻の夢」（1988年5月5日）
      - 第15話「般若心経殺人事件」（1988年8月25日）

    - 「名奉行 遠山の金さん 第2シリーズ」第10話（1989年8月3日）
    - 「名奉行遠山の金さん 第3シリーズ」第7話（1990年9月20日）
    - 「名奉行 遠山の金さん 第4シリーズ」第24話（1992年6月11日） - 娘の母親
    - 「名奉行 遠山の金さん 第5シリーズ」
      - 第13話「覗かれた天女の肌」（1993年7月8日） - お清
      - 第28話「過去を背負った二人の女」（1993年11月25日） - 長屋のかみさん

    - 「名奉行 遠山の金さん 第7シリーズ」第9話（1995年11月23日） - 長屋のおかみさん
- 「地獄の辰捕物控」
  - 第4話「縁切寺で女が死んだ」（1972年10月26日）
  - 第8話「深川河岸が血で染まる」（1972年11月23日）
- 「長谷川伸シリーズ」
  - 第19話「暗闇の丑松 後編」（1973年2月7日）
  - 第21話「獄門お蝶」（1973年2月21日）
  - 第27話「殴られた石松」（1973年4月4日）
- 「素浪人 天下太平」第1話（1973年4月5日）
- 「いただき勘兵衛 旅を行く」第3話（1973年10月18日）
- 「五街道まっしぐら!」第7話（1976年11月27日）
- 暴れん坊将軍シリーズ
  - 「吉宗評判記 暴れん坊将軍」
    - 第5話「大奥に咲いた春」（1978年2月4日） - おかみさん
    - 第13話「嵐を呼んだ江戸土産」（1978年4月8日） - 酌婦
    - 第25話「素破! 天下の一大事」（1978年7月8日） - 町人
    - 第29話「大江戸一のドジな掏摸」（1978年8月19日） - 長屋の内儀
    - 第30話「裏切り御免!」（1978年9月9日） - 市太郎の母
    - 第45話「寿限無寿限無のニセ小判」（1978年12月30日） - 長屋の女
    - 第54話「小判のお好きな女医者」（1979年3月3日） - 母親
    - 第76話「正体見たり枯尾花」（1979年8月18日） - その江
    - 第83話「天下を狙う盗賊」（1979年10月20日） - 女将
    - 第102話「悪党の首まで取った借金取り」（1980年3月1日） - 下働きの女
    - 第106話「将軍はんて何んどすえ?」（1980年4月5日） - 農婦
    - 第107話「あわれ、女お庭番」（1980年4月12日） - おしげ
    - 第111話「咲け! 姥捨山の恋」（1980年5月10日） - 浮橋
    - 第134話「油地獄のバカ踊り」（1980年10月25日） - 松筆楼の新造
    - 第141話「春遠し凶賊の母」（1980年12月20日） - 仲居
    - 第159話「お仲成仏 灯籠ながし」（1981年5月9日） - 芸者
    - 第184話「影に踊らされた男」（1981年11月7日） - 女
    - 第193話「初雪は哀しき女の死化粧」（1982年1月16日） - 女将

  - 「暴れん坊将軍II」
    - 第16話「鬼が棲む浮世風呂」（1983年6月25日） - おこま
    - 第38話「激突! みちのく"将軍狩り"!!」（1983年10月8日） - 百姓・女
    - 第58話「泣いて馬謖の怨み節」（1984年4月28日） - おぶんの母
    - 第59話「日本一のゴマすり茶坊主」（1984年5月5日） - 乳母
    - 第108話「涙が仇のあで化粧!」（1985年5月25日） - お房
    - 第115話「大奥を盗みに来た女!」（1985年7月20日） - 中﨟
    - 第143話「倒産前夜の夫婦宣言!」（1986年3月8日） - 仲居
    - 第150話「おんな大学 新さん疑惑の夜働き!?」（1986年5月3日） - 仲居
    - 第169話「恋の九十九里、地獄花!」（1986年10月4日） - 呉服屋の女房
    - 第176話「家康公の借金証文!?」（1986年12月6日） - 長屋の女

  - 「暴れん坊将軍III」
    - 第7話「運命のめぐりあい」（1988年2月20日） - 尼僧
    - 第11話「河原の黄金を盗んだ奴!」（1988年3月19日） - おかみさん
    - 第41話「娘十七はぐれ唄」（1988年11月19日） - おかみさん
    - 第50話「初富士の花嫁、吉宗の禁じられた恋!」（1989年2月4日）
    - 第67話「まさか! 辰五郎が不倫!?」（1989年6月3日） - 舟宿の女将
    - 第85話「め組の半次郎の天国と地獄」（1989年10月28日） - 女将
    - 第119話「大江戸めおと花火」（1990年7月14日） - 野次馬

  - 「暴れん坊将軍IV」
    - 第21話「一大事! 花嫁は鬼っ子姫」（1991年8月24日） - 楓
    - 第45話「おやこ喧嘩の大手柄!」（1992年2月22日） - お時
    - 第58話「吉宗変化! お狩場の鬼退治」（1992年5月23日） - 女房

  - 「暴れん坊将軍V」第15話（1993年8月14日） - 女中
  - 「暴れん坊将軍VI」
    - 第10話「おいらん高尾太夫の正夢」（1995年1月7日） - お芳
    - 第35話「絶体絶命! 大岡越前」（1995年7月1日） - 老女
    - 第45話「涙を抱いた花乙女」（1995年9月9日） - 船宿の女将

  - 「暴れん坊将軍VII」
    - 第8話「初手柄!おぶんの大奥退治」（1996年9月14日） - おしず
    - 第13話「凧よ、あがれ、誇り高く」（1996年11月30日） - お品の母

  - 「暴れん坊将軍VIII」第11話（1997年11月29日）
- 「人形佐七捕物帳」
  - 第8話「仏が消えた雷の宿」（1977年5月28日） - おかみさん
  - 第27話「豆六に女難の相!」（1977年11月5日） - 水茶屋の女
- 「風鈴捕物帳」第12話（1979年1月25日）
- 土曜ワイド劇場
  - 「吸血鬼ドラキュラ神戸に現わる」（1979年8月11日）
  - 「京都不倫旅行殺人事件」（1986年11月1日）
- 「長七郎天下ご免!」
  - 第2話「誘拐! おさよ危機一髪」（1979年11月1日）
  - 第18話「大江戸一の与太役人」（1980年3月6日）
  - 第29話「紫頭巾の女」（1980年5月22日） - 女中
  - 第43話「死に損ないの夢に咲け!」（1980年9月11日） - 女客
  - 第51話「影が狙った振り袖剣法」（1980年11月20日） - 紅屋の女中
  - 第82話「賭けた二の腕風鈴ながし」（1981年7月23日） - 長屋の女
  - 第106話「大吉、八掛の鬼退治!」（1982年2月4日） - お染
- 「源九郎旅日記 葵の暴れん坊」第10話（1982年7月10日） - お茂
- 傑作時代劇「おんなの密書 ボーナスは瓜一個」（1987年6月18日）
- 「新選組」前編（1987年10月1日）
- 三匹が斬る!シリーズ
  - 「三匹が斬る!」
    - 第7話「勇み肌、男はご法度女人里」（1987年12月3日）
    - 第11話「大逆転、絹街道の美女と悪い奴」（1988年1月7日）
    - 第19話「春一番! 旗本三悪人ころし節」（1988年3月17日）

  - 「続続・三匹が斬る!」第1話（1990年1月4日）
  - 「また又・三匹が斬る!」
    - 第3話「出雲路は、騙し騙され白兎」（1991年5月2日）
    - 第14話「戸隠は、女郎の恨みか鬼女の花」（1991年8月22日）

  - 「新・三匹が斬る!」
    - 第4話「お相手申す、今宵限りの算盤剣法」（1992年8月20日）
    - 第8話「密造酒、飲んで飲まれて大作戦」（1992年10月15日）
    - 第20話「越後路は、水燃え人燃え怨み節」（1993年2月11日）
    - 最終話「さらば三匹、死出の旅への王手飛車」（1993年2月25日）
- 「新吾十番勝負」（1990年1月3日）
- 将軍家光忍び旅シリーズ
  - 「将軍家光忍び旅」
    - 第7話「襲撃! 女だけの村」（1990年11月24日） - つる
    - 第14話「浜松、女郎の仇討ち」（1991年2月2日） - 母親

  - 「将軍家光忍び旅II」
    - 第11話「復讐を誓うかりそめの親娘」（1992年12月12日） - 女房
    - 第20話「情け無用、鉄火女の熊谷宿」（1993年3月6日） - 女将
- 「戦国最後の勝利者!徳川家康」（1992年1月3日）
- 「四匹の用心棒」第4作（1992年10月1日）
- 「快刀!夢一座七変化」第6話（1996年12月5日）
- 「痛快!三匹のご隠居」第4話（1999年11月11日）
- 八丁堀の七人シリーズ
  - 「八丁堀の七人 第1シリーズ」第1話（2000年1月13日）
  - 「八丁堀の七人 第6シリーズ」第6話（2005年2月21日）
- 京都迷宮案内シリーズ
  - 「京都迷宮案内 第3シリーズ」第15話（2001年5月24日）
  - 「京都迷宮案内 第6シリーズ」第9話（2003年12月25日）
  - 「京都迷宮案内 第9シリーズ」最終話（2007年3月8日）
- 「天罰屋くれない 闇の始末帖」第7話（2003年6月2日）
- 「子連れ狼 第三部」第6話（2004年8月9日）
- おみやさんシリーズ
  - 「おみやさん 第3シリーズ」第11話（2004年9月9日） - 中村
  - 「おみやさん 第7シリーズ」第1話（2010年4月15日）
- 「その男、副署長 season1」第4話（2007年5月17日）
- 「相棒 season8」第10話（2010年1月1日） - 田中富貴子
- 「ホンボシ〜心理特捜事件簿〜」第3話（2011年2月3日）
- 「京都地検の女 第7シリーズ」第4話（2011年8月11日） - 妻
- 「灰色の虹」（2012年5月19日）
- 「最強のふたり〜京都府警 特別捜査班〜」最終話（2015年9月10日）

#### テレビ東京
- 「疾風同心」第2話（1978年9月27日）
- 「悪党狩り」第6話（1980年11月12日）
- 「疾風からす組」（1991年4月9日）
- 女と愛とミステリー「優雅な悪事」第2作（2003年5月28日） - 女将
- 「あかね空」（2003年9月15日）
- 新春ワイド時代劇「国盗り物語」（2005年1月2日）